# Giro delle Fiandre 1938
Il Giro delle Fiandre 1938, ventiduesima edizione della corsa, si svolse il 10 aprile 1938 su un percorso di 260 km con partenza a Gand e arrivo a Wetteren. Fu vinto dal belga Edgard De Caluwé, al traguardo con il tempo di 7h42'00", alla media di 33,770 km/h, davanti ai connazionali Sylvère Maes e Marcel Kint. Conclusero la prova, organizzata dal quotidiano SportWereld, 29 ciclisti.

## Percorso
Partita da Gand, la corsa attraversò tra le altre le località di Bruges, Ostenda, Gistel (km 90) e Kortrijk (km 151). La prima salita, a Kwaremont, fu al km 179, seguita dal Kruisberg e dall'Edelareberg. La corsa, transitata anche da Aalst, si concluse a Wetteren dopo 260 km, 200 dei quali su strade in pavé.

## Ordine d'arrivo (Top 10)
| Pos. | Corridore        | Squadra      | Tempo    |
| ---- | ---------------- | ------------ | -------- |
| 1    | Edgard De Caluwé | Dilecta      | 7h42'00" |
| 2    | Sylvère Maes     | Alcyon       | s.t.     |
| 3    | Marcel Kint      | F. Pélissier | s.t.     |
| 4    | Louis Hardiquest | De Dion-B.   | s.t.     |
| 5    | Maurice Croon    | Wim Sport    | s.t.     |
| 6    | Constant Lauwers | Helyett      | s.t.     |
| 7    | Émile Masson jr. | Thomann      | s.t.     |
| 8    | René Walschot    | J.B. Louvet  | s.t.     |
| 9    | Edward Vissers   | Alcyon       | s.t.     |
| 10   | Gaston Rebry     | F. Pélissier | a 25"    |